# Ulica Królowej Jadwigi w Toruniu
Ulica Królowej Jadwigi w Toruniu – jedna z głównych ulic Zespołu Staromiejskiego.

## Charakterystyka
Ulica Królowej Jadwigi jest fragmentem najważniejszego traktu pieszego łączącego Rynek Nowomiejski ze Staromiejskim. Leży na Nowym Mieście, prowadzi od zbiegu Rynku Nowomiejskiego z ul. Prostą, krzyżuje się z ulicami Małe i Wielkie Garbary i dochodzi do zbiegu ulic Strumykowej oraz Przedzamcze, gdzie rozpoczyna swój bieg ul. Szeroka. Dawniej łączyła ona nieistniejącą dziś Bramę Wielką (Kotlarską) z północno-zachodnim narożnikiem Rynku Nowomiejskiego.

## Historia
W średniowieczu nazywana była ul. Sadlarską (Smergasse, Smehergasse, Schmergasse, Schmier Gasse), co mogło odnosić się do smaru, mazidła (z niem. die Schmiere) jakiego to używali zamieszkujący ją od średniowiecza przedstawiciele cechów metalowych, przede wszystkim ślusarzy. W okresie zaborów jej nazwę zmieniono na ulicę Elżbiety (Elisabethstraße). Od 1926 r. nosi obecną nazwę, z przerwami w okresie okupacji (przywrócono wówczas jej niemiecką nazwę z okresu zaborów) oraz w latach 1950-1956 (przemianowano wraz z Szeroką na ul. Stalingradzką).

## Zabudowa
Jak w przypadku większości ulic toruńskiego Zespołu Staromiejskiego, zabudowa ulicy powstała już w średniowieczu, jednak później uległa przebudowie i obecnie jedynie w niektórych wnętrzach można oglądać pozostałości dawnego wystroju. Wybrane kamienice:
- nr 1 – kamienica o klasycystycznej fasadzie z 1. poł. XIX w.
- nr 3 – kamienica gotycka z XV w., przebudowana na przełomie XVI i XVII w. z gotyckiej, z zachowanym szczytem okuciowym oraz zarysem gotyckiego portalu
- nr 4 – kamienica z secesyjną witryną z pocz. XX w.
- nr 5 – okazała kamienica z 1906 r.
- nr 7 – kamienica o neorenesansowej fasadzie, prawdopodobnie na zrębie gotyckim
- nr 9 – kamienica, pierwotnie gotycka z XIV w., przebudowana w latach 70. XIX w.[potrzebny przypis] Pod tynkami zachowały się znaczne fragmenty gotyckiej fasady[3]; we wnętrzu unikatowy zespołów malowideł gotyckich[4] z 3. ćwierci XIV w., przedstawiających sceny z legendy o św. Urszuli, scenę ze św. Marcinem, nieznanej kobiety dosiadającej lwa, scenę Pokłonu Trzech Króli oraz galerię starotestamentowych królów muzykujących i galerię proroków; mieści m.in. siedzibę toruńskiego oddziału Gazety Wyborczej[potrzebny przypis]
- nr 13 – okazała kamienica na rogu z ul. Wielkie Garbary, neorenesansowa z narożną wieżyczką, obecnie Empik
- nr 14 – kamienica z pocz. XX w., zbudowana w miejscu domu urodzenia Samuela Bogumiła Lindego, co upamiętniają 2 tablice pamiątkowe